# Brainstorm (formație letonă)
Brainstorm (în letonă Prāta Vētra) este o formație letonă de muzică pop/rock. Trupa a devenit populară pe plan internațional în anul 2000, când s-a clasat pe locul trei la Concursul Muzical Eurovision 2000, cu piesa "My Star".

## Discografie

### Albume internaționale
- Among the Suns (2000) (FI #13; BEL #42; SWE #47)
- Online (2001)
- A Day Before Tomorrow (2003) (POL #47)
- Four Shores (2006)
- Years and Seconds (2010)
- Another Still Life (2012)

### Single-uri internaționale
- My Star (2000) (BEL #8; SWE #22)
- Weekends Are Not My Happy Days (2000) (BEL #13)
- Maybe (2001) (POL #1; GRE #8)
- Vîhodnîe (2004) (UKR #21)

### Albume în letonă
- Vairāk nekā skaļi (More than loud) (1993)
- Vietu nav (No place) (1994)
- Veronika (1996)
- Viss ir tieši tā kā tu vēlies (Everything is exactly as you want) (1997)
- Starp divām saulēm (Between two suns) (1999)
- Izlase '89-'99 (2000)
- Kaķēns, kurš atteicās no jūrasskolas (The kitten who didn't want to give up; the band's translation. Otherwise, it is 'The kitten that refused to go to the sea school'; a Latvian expression that means 'the kitten that refused to be drowned'.) (2001)
- Dienās, kad lidlauks pārāk tāls (The days when the airfield is too far) (2003)
- Veronika (2004)
- Četri krasti (Four Shores) (2005)
- Tur kaut kam ir jābūt (2008)
- Vēl viena klusā daba (2012)

### Albume în rusă
- Шаг (Pas) (2009)
- Чайки На Крышах (Pescăruși pe acoperișe) (2012)